# Marxant d'art
Un marxant d'art és una persona o empresa que compra i ven obres d'art. Les associacions professionals de marxants permeten establir alts estàndards per a l'acreditació o la pertinença i per donar suport a les exposicions d'art i espectacles.

## Funció
Un marxant d'art normalment representa diversos artistes, i construeix relacions amb col·leccionistes i museus amb interessos coincidents amb el treball dels artistes representats. Alguns comerciants són capaços d'anticipar les tendències del mercat, mentre que alguns comerciants prominents poden ser capaços d'influir en el gust del mercat. Molts representants s'especialitzen en un determinat estil, període o regió. Sovint viatgen internacionalment, freqüentant exposicions, subhastes i estudis d'artistes a la recerca d'una bona compra, tresors poc coneguts i noves emocionants obres. Quan els comerciants compren obres d'art, que les revenen ja sigui en les seves galeries o directament als col·leccionistes. Els que es dediquen a l'art contemporani en general exhibeixen obres dels artistes a les seves galeries, i cobren un percentatge del preu de les obres que venen.